# Omelette surprise

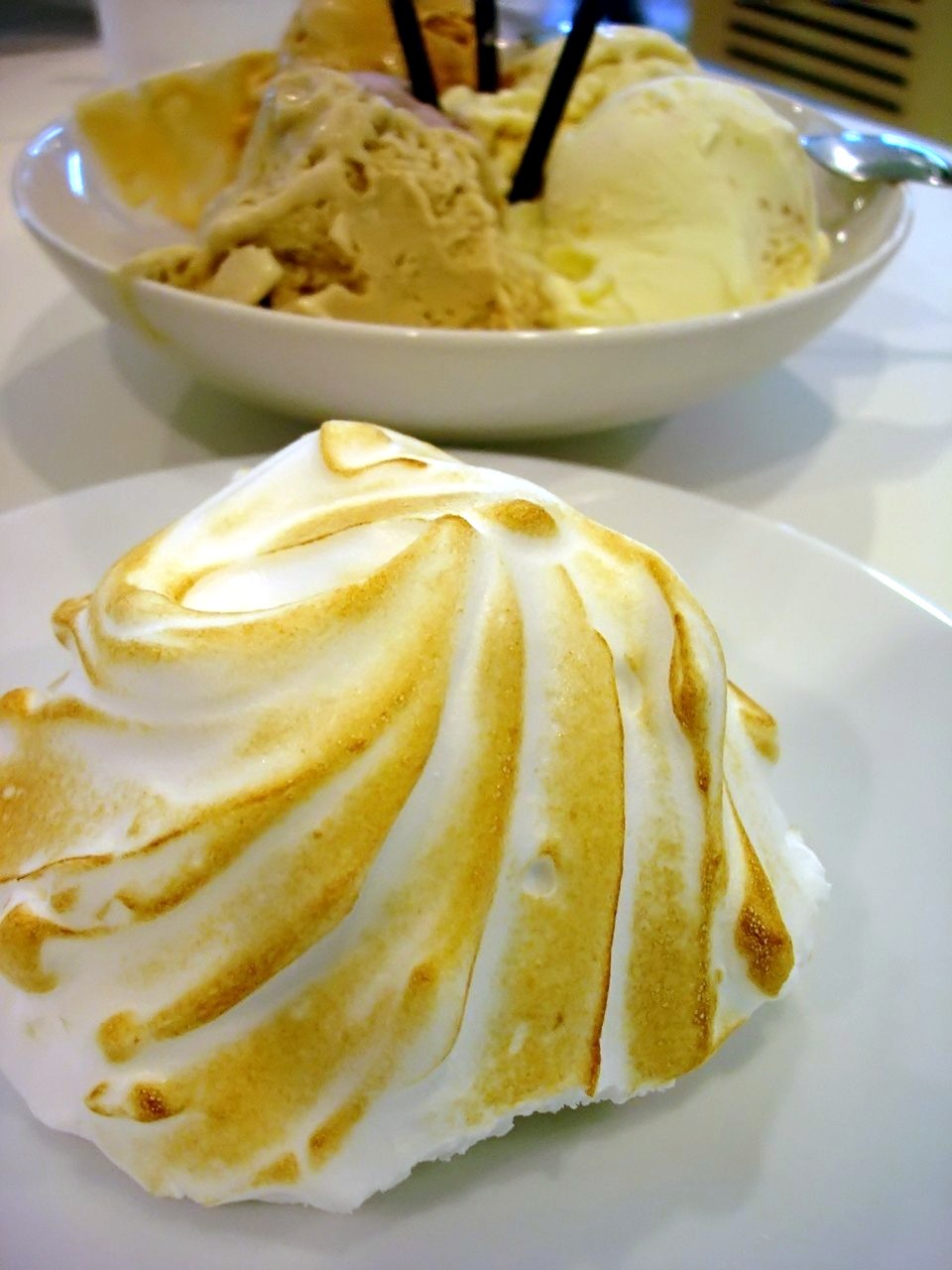
Omelette surprise

Omelette surprise (deutsch: Überraschungsomelett) ist eine Eisspeise. Mehrere Schichten von Milch- oder Cremeeis und Fruchteis werden übereinandergesetzt und dann in Ziegel- oder Bombenform mit einer Kapsel aus Wiener Masse umhüllt. Die Kapsel wird ca. 1 cm dick mit Schaummasse (wie für Baiser) eingestrichen und bei großer Oberhitze (250 °C) abgeflämmt. Das Dessert muss sofort serviert werden. Die Überraschung besteht darin, dass unter der gebackenen Oberfläche das Speiseeis gefroren erhalten bleibt. Die Portionen können anschließend noch mit Alkohol übergossen und flambiert werden. Man serviert sie brennend.
Im Englischen wird ein solches Dessert auch Baked Alaska genannt.
Andere Bezeichnungen sind Norwegisches Omelette, Omelette Soufflé Surprise, Überraschungs-Soufflee oder Omelette Suedoise. Eine Variante davon ist das Soufflé Fürst Pückler aus Fürst-Pückler-Eis.